# عشاء للأغبياء
عشاء للأغبياء (بالإنجليزية: Dinner for Schmucks)‏ هو فيلم كوميدي تم إنتاجه في الولايات المتحدة وصدر في سنة 2010. من بطولة النجمين الكوميديين ستيف كاريل وبول رود وإخراج جاي روتش الذي أخرج من قبل سلسلة أفلام أوستن باورز الشهيرة.

## القصة
يروي الفيلم قصة الشاب تيم كونراد (بول رود)، الذي يعمل مديرًا تنفيذيّا صاعدًا ينجح في العثور على الضيف المثالي وهو الموظف المدعو باري سبيك (ستيف كاريل) وذلك من أجل الحدث الذي ينظمه رئيسه في العمل كل شهر تحت عنوان (عشاء من أجل الحمقى) التي يتنافس فيها المدعوون على جائزة أكثر الشخصيات حُمْقًا، حيث أن هذا التجمع يوفر مزايا عديدة للمدير التنفيذي الذي يظهر مع أكثر الأشخاص إضحاكًا في حفلة العشاء. هذا وكان من المقرر أن يعرض الفيلم في 23 يوليو 2010 ولكن تم تأجيله إلى الثلاثين من ذات الشهر وذلك لتجنب المنافسة مع فِلْمَي سولت واستهلال.

## الميزانية والإيرادات
بلغت تكلفة إنتاج الفيلم حوالي 69 مليون دولار بينما حقق أرباحا تقدر بـ 86.4 مليون دولار.

## طاقم التمثيل
- ستيف كارل بدور باري سبيك
- بول رود بدور تيموثي جاي. «تيم» كونراد
- ستيفاني زوستاك بدور جولي
- جيماين كليمان بدور كيران فولارد
- لوسي بانش بدور دارلا
- زاك غاليفياناكيس بدور ثيرمان ميرتش
- بروس غرينوود بدور لانس فيندر
- رون ليفينغستون بدور كالدويل
- أندريا سافيج بدور روبن
- ديفيد ويليامز بدور مارتن مولر
- بي جاي بيرن بدور دافينبورت
- أوكتافيا سبنسر بدور مدام نورا
- جف دونهام بدور لويس / ديان
- كريس أوداود بدور ماركو
- كريستين شال بدور سوزانا
- باتريك فيشلر بدور فينتشنزو
- راندال بارك بدور هندرسون
- لاري ويلمور بدور ويليامز
- بلانكا سوتو بدور كاثرين
- نيك كرول بدور جوش
- ألكيس بروستاين بدور مارثا سبيك

## وصلات خارجية
- عشاء للأغبياء على موقع IMDb (الإنجليزية)
- عشاء للأغبياء على موقع ميتاكريتيك (الإنجليزية)
- عشاء للأغبياء على موقع الموسوعة البريطانية (الإنجليزية)
- عشاء للأغبياء على موقع روتن توميتوز (الإنجليزية)
- عشاء للأغبياء على موقع نتفليكس (الإنجليزية)
- عشاء للأغبياء على موقع قاعدة بيانات الأفلام العربية
- عشاء للأغبياء على موقع ألو سيني (الفرنسية)
- عشاء للأغبياء على موقع Turner Classic Movies (الإنجليزية)
- عشاء للأغبياء على موقع أول موفي (الإنجليزية)
- عشاء للأغبياء على موقع بوكس أوفيس موجو (الإنجليزية)